# Астраханцев Костянтин Веніамінович
Астраха́нцев Костянти́н Веніамі́нович (рос. Астраханцев Константин Вениаминович; * 21 січня 1967, місто Глазов) — радянський та російський хокеїст, правий нападник. Заслужений майстер спорту Росії (1993).
Вихованець хокейної школи «Прогрес» (Глазов), перший тренер — Олександр Баженов. Виступав за спортивні клуби «Іжсталь» (Іжевськ), Прогрес (Глазов), «Трактор» (Челябінськ), фінські команди КалПа (Куопіо), РоКі, Ет-По 72.
У складі національної збірної Росії (1992–1993) провів 21 матч, забив 9 голів). Учасник чемпіонату світу 1993 року. У складі юніорської збірної СРСР учасник чемпіонату Європи 1986 року.

## Досягнення
- Срібний призер чемпіонату Європи серед юніорів (1986)
- Найкращий бомбардир збірної Росії (1992—1993)
- Чемпіон світу (1993)
- Бронзовий призер чемпіонату МХЛ (1994)
- Бронзовий призер Кубка МХЛ (1993, 1994)